# Guillermo Garlatti
Guillermo José Garlatti (ur. 12 lipca 1940 w Forgaria nel Friuli) – argentyński duchowny katolicki, arcybiskup Bahía Blanca w latach 2003-2017.

## Życiorys
Święcenia kapłańskie otrzymał 5 lipca 1964. Pracował przede wszystkim w seminariach duchownych w La Plata, gdzie pełnił kolejno funkcje prefekta niższego seminarium oraz prefekta i rektora wyższego seminarium.

### Episkopat
27 sierpnia 1994 papież Jan Paweł II mianował go biskupem pomocniczym archidiecezji La Plata, ze stolicą tytularną Aquae Regiae. Sakry biskupiej udzielił mu 30 listopada 1994 metropolita La Platy - arcybiskup Carlos Walter Galán Barry.
20 lutego 1997 otrzymał nominację na ordynariusza diecezji San Rafael.
11 marca 2003 został mianowany arcybiskupem metropolitą Bahía Blanca. 12 lipca 2017 przeszedł na emeryturę.